# Ротшильд, Курт
Курт Ротшильд  (нем. Kurt W. Rothschild; 21 октября 1914, Вена — 15 ноября 2010, там же) — австрийский экономист.
Учился в Венском университете и университете Глазго. В 1966—1985 годах являлся профессором университета Линца. С 1966 г. — консультант Австрийского института экономических исследований (Вена). Почётный член австрийского Общества национальной экономики. Почётный президент Европейской ассоциации эволюционной политической экономии.
Ротшильд известен критикой господствующего в экономической теории неоклассического направления и попытками объединения неоклассической методологии с неортодоксальной экономической наукой и неэкономическими методами.

## Основные сочинения
- «Развитие австрийской экономики между двумя войнами» (Austria’s Economic Development between the Two Wars, 1947);
- «Теория заработной платы» (The Theory of Wages, 1954);
- «Этика и экономическая теория» (Ethik und Wirtschaftstheorie, 1992).